# Abadía de Downside
La abadía de Downside (en inglés: Downside Abbey o bien Basilica of St Gregory the Great at Downside (“Basílica de San Gregorio el Grande en Downside”) es un monasterio benedictino en Inglaterra y la comunidad mayor de la Congregación Benedictina Inglesa. Una de sus principales apostolados es la Escuela de Downside, para la educación de los niños de edades de once a dieciocho. Exalumnos de la escuela se conocen como antiguos gregorianos.
Tanto la abadía y la escuela se encuentran en Stratton-on-the-Fosse entre Westfield y Shepton Mallet, en Somerset, al suroeste de Inglaterra, Reino Unido.
La abadía ha sido designado por la organización «English Heritage»  como un edificio de grado I edificio. Sir Nikolaus Pevsner describió la Abadía como "la más espléndida demostración del renacimiento del catolicismo en Inglaterra".